# Ejido de Malvas
Ejido de Malvas es una localidad del estado mexicano de Guanajuato. Es parte del municipio de Irapuato.

## Demografía
| Gráfica de evolución demográfica |
|                                  |

| Censo | Población |
| ----- | --------- |
| 1940  | 4         |
| 1950  | 57        |
| 1960  | 331       |
| 1970  | 232       |
| 1980  | 433       |
| 1990  | 796       |
| 2000  | 758       |
| 2010  | 1 404     |
| 2020  | 1 526     |